# Kreischa
Kreischa település Németországban, azon belül Szászország tartományban. Lakosainak száma 4592 fő (2023. december 31.). Kreischa Bannewitz, Dohna és Glashütte községekkel határos.

## Népesség
A település népességének változása:
| Lakosok száma | 4515 | 4532 | 4540 | 4629 | 4592 |
|               | 2017 | 2019 | 2021 | 2022 | 2023 |